# Craig Spence
John Craig Spence (Charlottetown, 16 de agosto de 1995) es un deportista canadiense que compite en piragüismo en la modalidad de aguas tranquilas.
Ganó una medalla de bronce en el Campeonato Mundial de Piragüismo de 2022 y dos medallas en los Juegos Panamericanos, plata en 2019 y oro en 2023.

## Palmarés internacional
| Campeonato Mundial   | Campeonato Mundial | Campeonato Mundial | Campeonato Mundial |
| Año                  | Lugar              | Medalla            | Competición        |
| -------------------- | ------------------ | ------------------ | ------------------ |
| 2022                 | Halifax (Canadá)   | Medalla de bronce  | C2 1000 m          |
| Juegos Panamericanos |                    |                    |                    |
| Año                  | Lugar              | Medalla            | Competición        |
| 2019                 | Lima (Perú)        | Medalla de plata   | C2 1000 m          |
| 2023                 | Santiago (Chile)   | Medalla de oro     | C2 500 m           |